# Bükkszenterzsébet
Bükkszenterzsébet is een plaats (község) en gemeente in het Hongaarse comitaat Heves. Bükkszenterzsébet telt 1204 inwoners (2002).